# Yuncheng
Yuncheng (en chino: 运城 市,pinyin: Yùnchéng shì,literalmente: ciudad en movimiento) es una ciudad-prefectura en la provincia de Shanxi, República Popular de China.  Limita al norte con Linfen, al sur con Sanmenxia,al oeste con Xi'an y al este con la Jiyuan. Su área es de 14183 km² y su población total es de 5,1 millones.

## Administración
La ciudad prefectura de Yunchéng administra 1 distrito, 2 ciudades y 10 condados: 
- Distrito Yanhu 盐湖区
- Ciudad Yongji 永济市
- Ciudad Hejin 河津市
- Condado Ruicheng 芮城县
- Condado Linyi 临猗县
- Condado Wanrong 万荣县
- Condado Xinjiang 新绛县
- Condado Jishan 稷山县
- Condado Wenxi 闻喜县
- Condado Xia 夏县
- Condado Jiang 绛县
- Condado Pinglu 平陆县
- Condado Yuanqu垣曲县

## Clima
Las zonas del sureste y noroeste de Yuncheng se alinean con montañas . Entre las dos montañas se encuentra la cuenca de Yuncheng, con una altitud media de 350 a 500 metros. El río Amarillo fluye a lo largo de los bordes occidental y sur de la ciudad.
Yuncheng tiene un clima semiárido. Los inviernos son fríos, con una temperatura media en enero de entre -1C a 6C, pero seco y ventoso a menudo. Las tormentas de polvo puede soplar desde el noroeste durante el calentamiento rápido de primavera. Los veranos son calurosos y húmedos a veces, con una temperatura media en julio de 27C (más que en otras ciudades de Shanxy). Las precipitaciones se concentran en los meses más cálidos, pero no son muy intensas, con un promedio de casi 530 milímetros al año. A pesar de la aridez, los porcentajes mensuales de sol oscilan entre el 45% y el 55%.
| Parámetros climáticos promedio de Yuncheng (1971−2000) | Parámetros climáticos promedio de Yuncheng (1971−2000) | Parámetros climáticos promedio de Yuncheng (1971−2000) | Parámetros climáticos promedio de Yuncheng (1971−2000) | Parámetros climáticos promedio de Yuncheng (1971−2000) | Parámetros climáticos promedio de Yuncheng (1971−2000) | Parámetros climáticos promedio de Yuncheng (1971−2000) | Parámetros climáticos promedio de Yuncheng (1971−2000) | Parámetros climáticos promedio de Yuncheng (1971−2000) | Parámetros climáticos promedio de Yuncheng (1971−2000) | Parámetros climáticos promedio de Yuncheng (1971−2000) | Parámetros climáticos promedio de Yuncheng (1971−2000) | Parámetros climáticos promedio de Yuncheng (1971−2000) | Parámetros climáticos promedio de Yuncheng (1971−2000) |
| Mes                                                    | Ene.                                                   | Feb.                                                   | Mar.                                                   | Abr.                                                   | May.                                                   | Jun.                                                   | Jul.                                                   | Ago.                                                   | Sep.                                                   | Oct.                                                   | Nov.                                                   | Dic.                                                   | Anual                                                  |
| ------------------------------------------------------ | ------------------------------------------------------ | ------------------------------------------------------ | ------------------------------------------------------ | ------------------------------------------------------ | ------------------------------------------------------ | ------------------------------------------------------ | ------------------------------------------------------ | ------------------------------------------------------ | ------------------------------------------------------ | ------------------------------------------------------ | ------------------------------------------------------ | ------------------------------------------------------ | ------------------------------------------------------ |
| Temp. máx. media (°C)                                  | 4.7                                                    | 8.5                                                    | 14.3                                                   | 21.8                                                   | 27.4                                                   | 31.8                                                   | 32.6                                                   | 31.4                                                   | 26.3                                                   | 20.2                                                   | 12.4                                                   | 6.3                                                    | 19.8                                                   |
| Temp. mín. media (°C)                                  | −5.6                                                   | −2.3                                                   | 3.0                                                    | 9.3                                                    | 14.4                                                   | 19.8                                                   | 22.7                                                   | 21.9                                                   | 16.4                                                   | 9.7                                                    | 2.1                                                    | −4.1                                                   | 8.9                                                    |
| Precipitación total (mm)                               | 5.0                                                    | 6.6                                                    | 20.1                                                   | 38.1                                                   | 46.6                                                   | 65.1                                                   | 110.0                                                  | 82.2                                                   | 79.2                                                   | 51.7                                                   | 20.2                                                   | 4.6                                                    | 529.4                                                  |
| Días de precipitaciones (≥ 0.1 mm)                     | 2.8                                                    | 3.0                                                    | 4.8                                                    | 6.4                                                    | 7.6                                                    | 8.0                                                    | 9.7                                                    | 8.7                                                    | 9.0                                                    | 7.6                                                    | 4.7                                                    | 2.4                                                    | 74.7                                                   |
| Horas de sol                                           | 149.0                                                  | 147.1                                                  | 166.0                                                  | 199.6                                                  | 232.9                                                  | 226.6                                                  | 227.7                                                  | 223.8                                                  | 177.0                                                  | 166.7                                                  | 151.5                                                  | 150.7                                                  | 2218.6                                                 |
| Humedad relativa (%)                                   | 57                                                     | 54                                                     | 57                                                     | 57                                                     | 57                                                     | 56                                                     | 67                                                     | 68                                                     | 69                                                     | 67                                                     | 66                                                     | 61                                                     | 61.3                                                   |
| Fuente: China Meteorological Administration            |                                                        |                                                        |                                                        |                                                        |                                                        |                                                        |                                                        |                                                        |                                                        |                                                        |                                                        |                                                        |                                                        |